# Ronnie Masterson

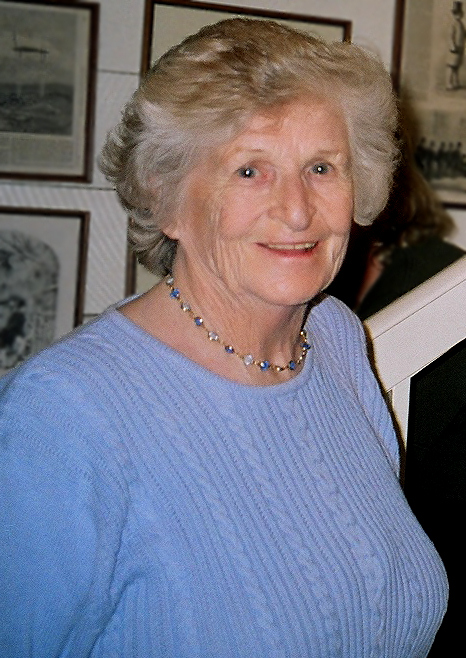
Ronnie Masterson en 2005.

Ronnie Masterson (4 de abril de 1926 en Dublín - 10 de febrero de 2014) fue una actriz irlandesa. 
Masterson se formó en el Abbey Theatre y apareció por primera vez en ese escenario en 1944. En la Abbey, conoció y se casó con el entonces actor Ray McAnally en 1945, y permaneció casada hasta su muerte, a pesar de que vivían en diferentes casas; su marido con la actriz irlandesa Britta Smith. McAnally y Masterson tuvieron cuatro hijos; Conor, Aonghus, Máire y Niamh. 
Formaron Old Quay Productions, que presentó una gran variedad de obras como ¿Quién teme a Virginia Woolf?, La extraña pareja y muchos otros.
Masterson también actuó en el Festival Internacional de Edimburgo y en muchas producciones del Festival de Teatro de Dublín. Ella apareció en muchas series emitidas en RTE, BBC y ITV y viajó extensamente en los Estados Unidos en sus propios espectáculos. Ella hizo su debut en el cine en 1988, interpretando a 'Bridie' en El amanecer. 
En noviembre de 2005, estuvo en los EE. UU. nuevamente, en ese entonces para tomar el papel principal en The Sea Captain, un cortometraje dirigido por su hijo, el productor de televisión veterano, Conor McAnally.

## Filmografía selecta
- Malice Aforethought (2005) (TV)
- Bloom (2003)
- Las cenizas de Ángela (1999)
- Fools of Fortune (1990)
- Shoot to Kill (1990) (TV)
- El amanecer (1988)